# Cabera
Cabera är ett släkte av fjärilar som beskrevs av Treitschke 1825. Cabera ingår i familjen mätare.

## Bildgalleri

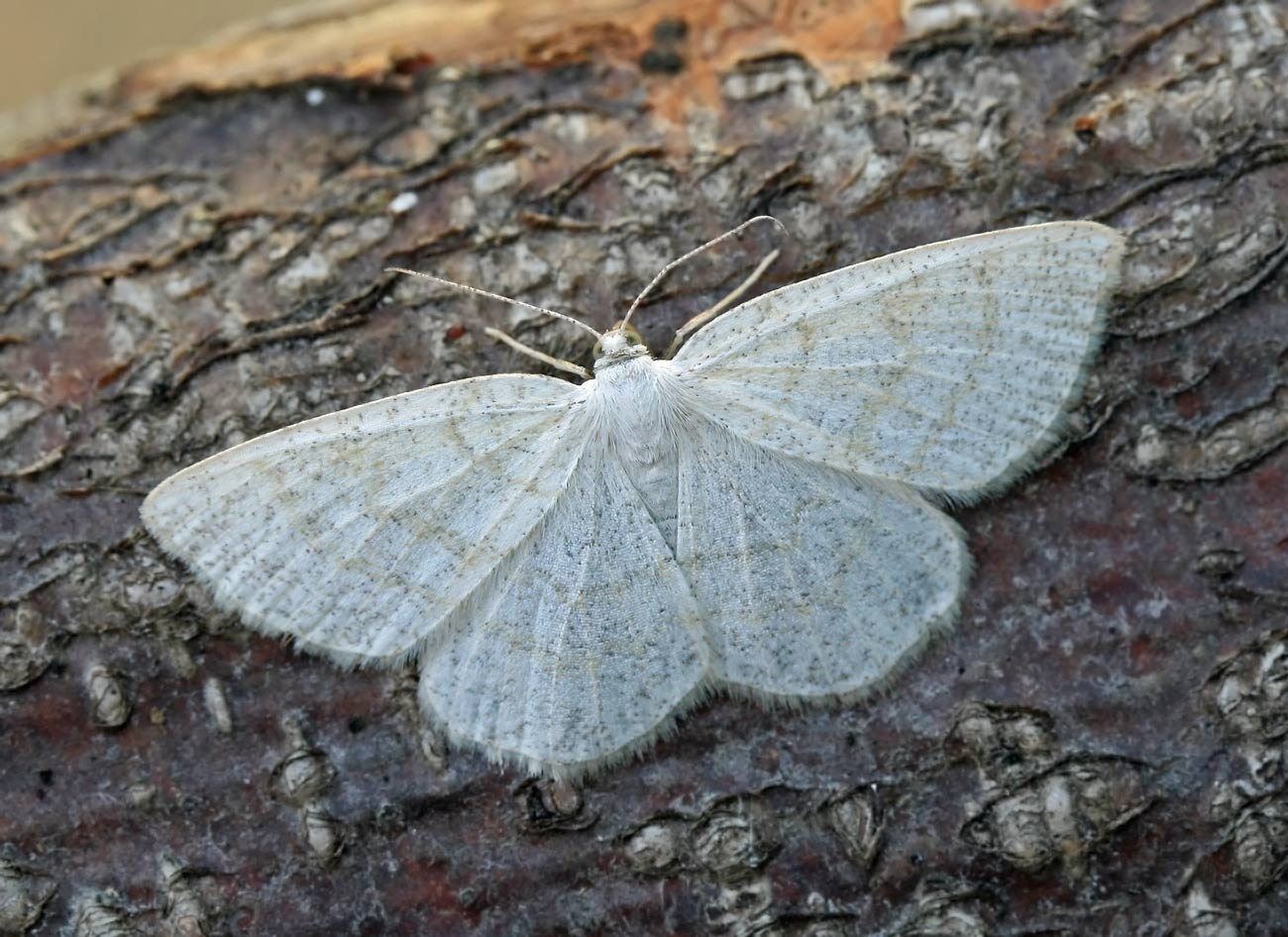
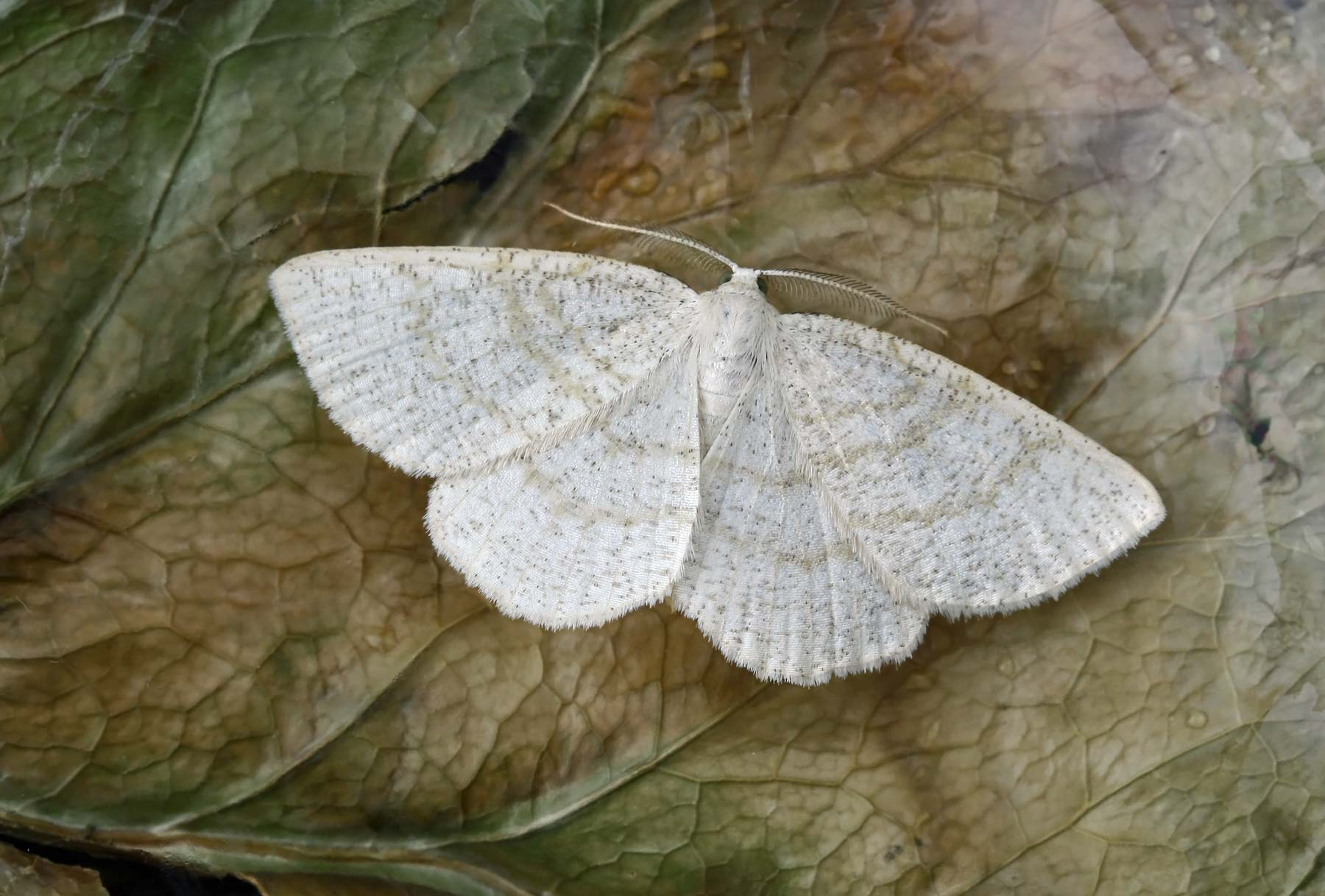
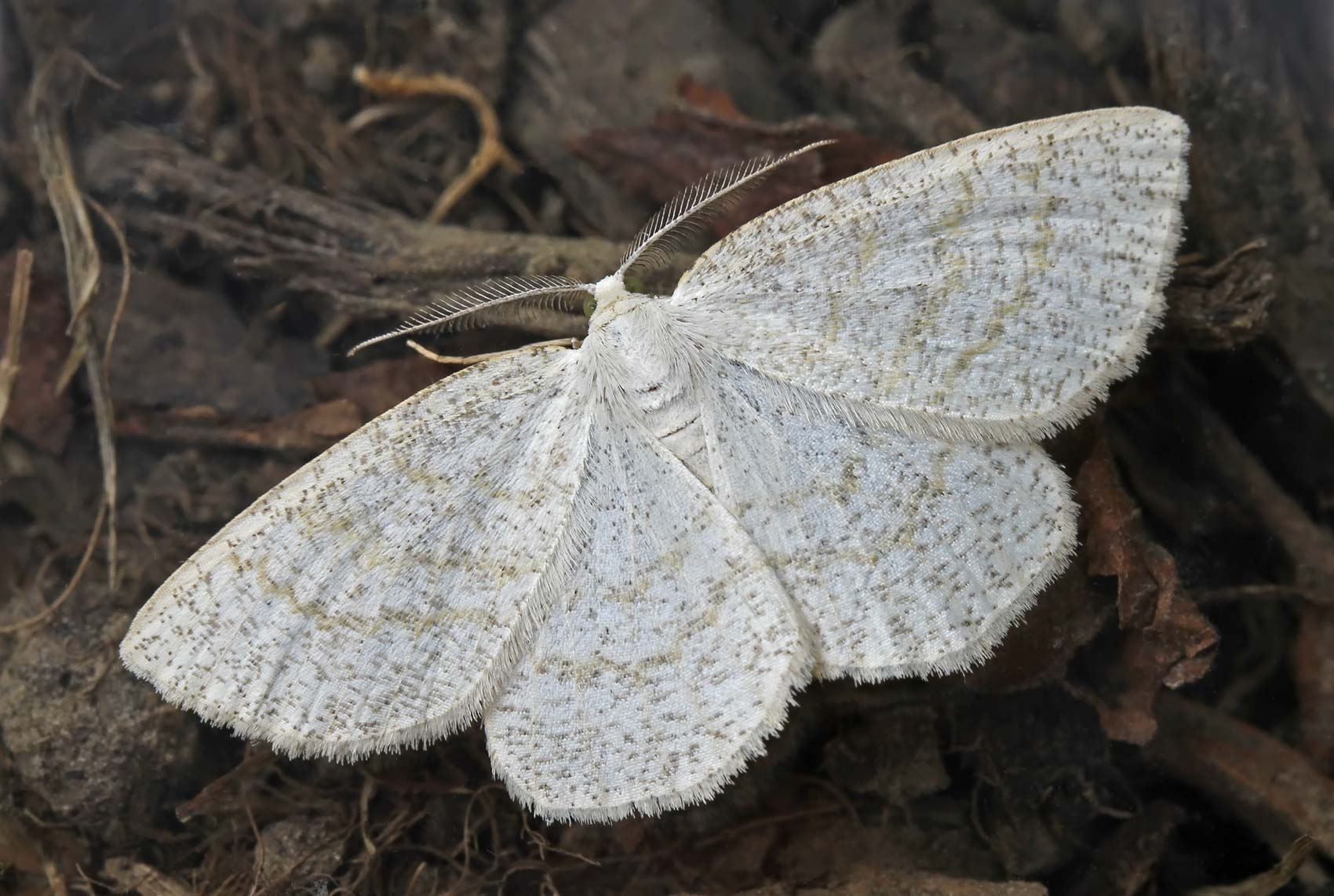
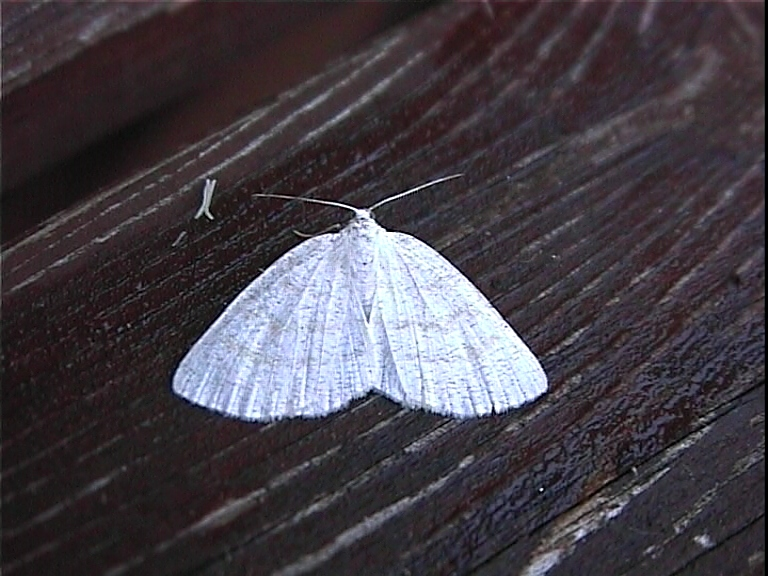
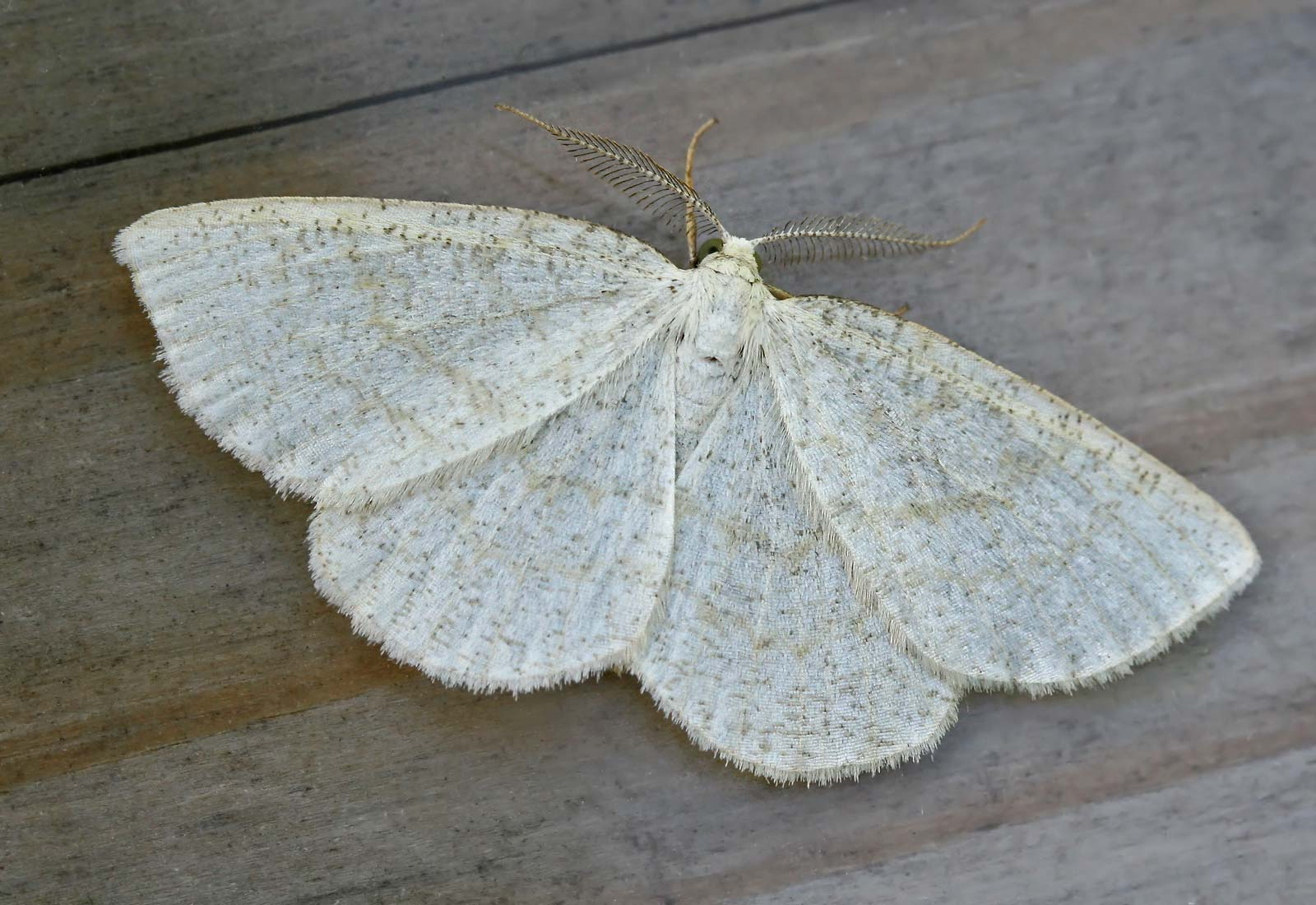
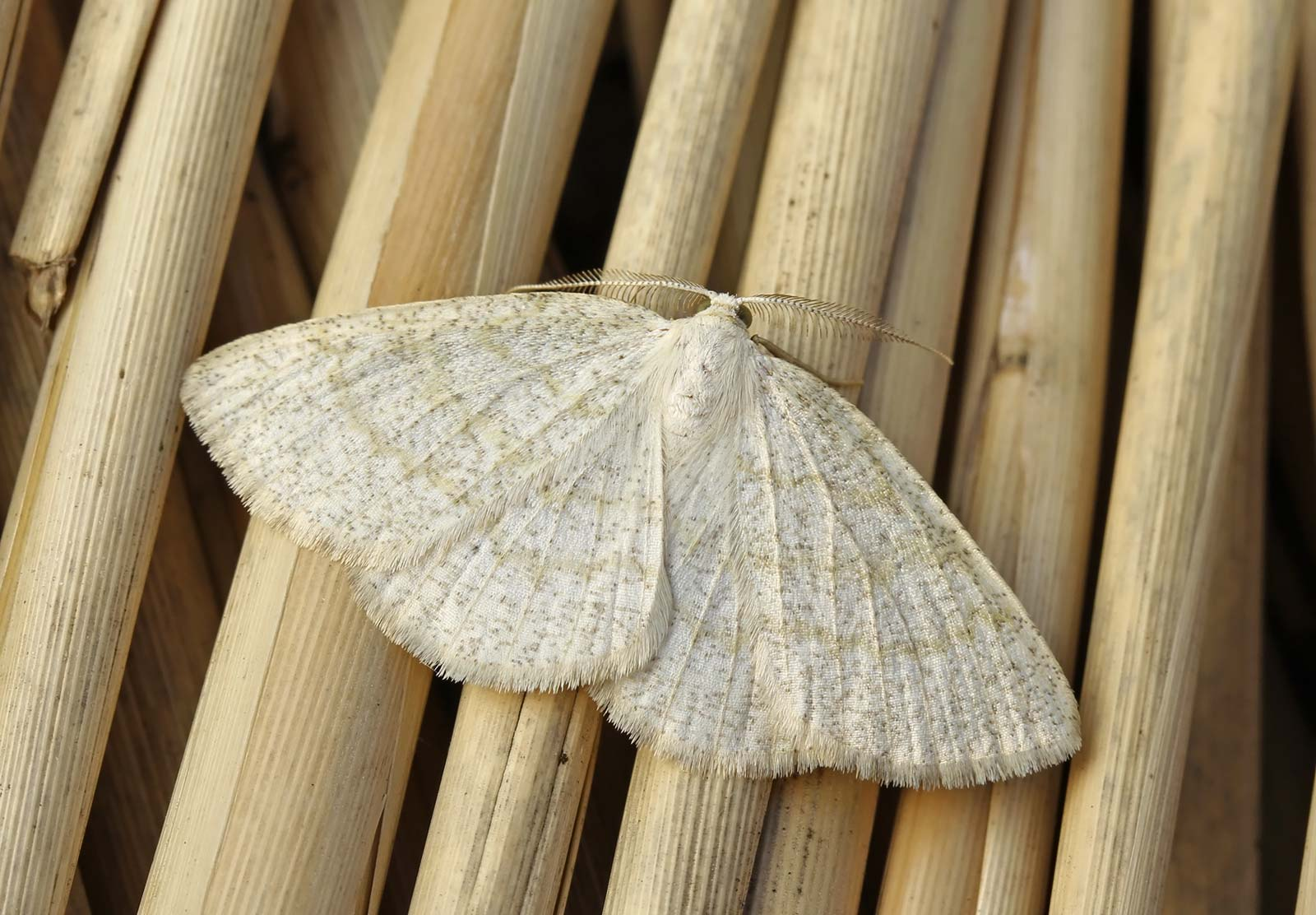

## Dottertaxa tillCabera, i alfabetisk ordning[1][2]
- Cabera ablataria
- Cabera alba
- Cabera andrica
- Cabera apotaeniata
- Cabera approximaria
- Cabera arenosaria
- Cabera bilineata
- Cabera bistriaria
- Cabera borealis
- Cabera bryantaria
- Cabera candidaria
- Cabera carnea
- Cabera catharodes
- Cabera confinaria
- Cabera crassata
- Cabera crassesignata
- Cabera elimaria
- Cabera erythemaria
- Cabera exanthemaria
- Cabera exanthemata
- Cabera flavescens
- Cabera fletcheri
- Cabera fulgurata
- Cabera glabra
- Cabera graciosa
- Cabera griseolimbata
- Cabera hamica
- Cabera heveraria
- Cabera heyeraria
- Cabera humbloti
- Cabera incoloraria
- Cabera inornaria
- Cabera inornata
- Cabera insulata
- Cabera intentaria
- Cabera irrorata
- Cabera juncta
- Cabera lativittata
- Cabera leptographa
- Cabera limbata
- Cabera linearia
- Cabera melania
- Cabera monacaria
- Cabera monotonica
- Cabera neodora
- Cabera nigrociliata
- Cabera nivea
- Cabera niveopicta
- Cabera nogentina
- Cabera ochropurpuraria
- Cabera pacificaria
- Cabera pallida
- Cabera pellagraria
- Cabera pictilinea
- Cabera plumbeata
- Cabera posteropuncta
- Cabera pseudapproximaria
- Cabera pseudognophos
- Cabera purus
- Cabera pusaria
- Cabera quadrifasciaria
- Cabera quadrilineata
- Cabera quadripunctata
- Cabera reducta
- Cabera rotundaria
- Cabera rufofasciaria
- Cabera schaefferi
- Cabera sinicaria
- Cabera solamata
- Cabera straminea
- Cabera striaria
- Cabera strigata
- Cabera subalba
- Cabera subspersa
- Cabera suprapunctata
- Cabera toulgoeti
- Cabera undularia
- Cabera unicolorata
- Cabera ustulataria
- Cabera variolaria